# 219P/LINEAR
La comète LINEAR, officiellement 219P/LINEAR, est une comète périodique du système solaire, découverte le 5 juin 2002 par le programme LINEAR.